# Condado de Salem
O Condado de Salem é um dos 21 condados do Estado americano de Nova Jérsei. A sede do condado é Salem, e sua maior cidade é Salem. O condado possui uma área de 965 km² (dos quais 104 km² estão cobertos por água), uma população de 64 837 habitantes, e uma densidade populacional de 75 hab/km² (segundo o censo nacional de 2020). O condado foi fundado em 1694.